# Oretania

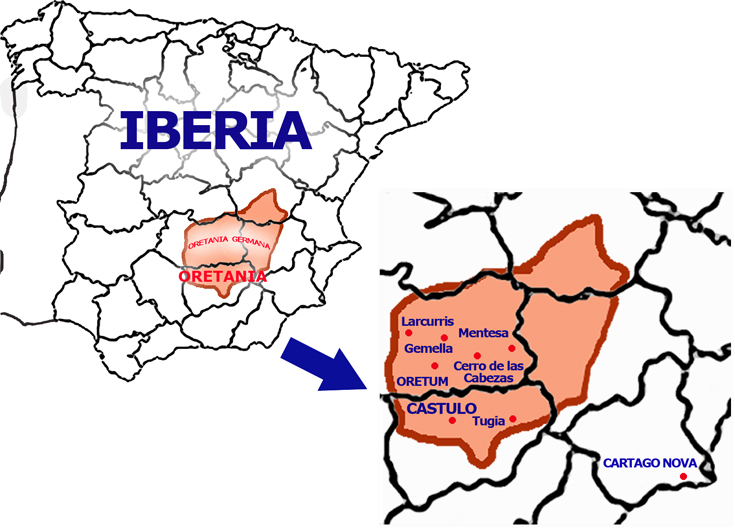
Carte de la péninsule Ibérique montrant l'Oretania

L'Oretania est une région de culture ibère qui se développe après le VIIe siècle av. J.-C. et qui présente des influences celtibères dans les vestiges de la céramique issus du commerce notamment avec les différents peuples de la région et de la zone orientale de la Sierra Morena (autour des villes actuelles de Linares, d'Úbeda/Baeza et de La Carolina) et de la partie orientale du plateau (autour des actuelles villes de Montiel, de Valdepeñas et de Almagro). La région se situe de nos jours dans la moitié sud de la province de Ciudad Real, et au nord/centre de la province de Jaén, ainsi que dans la partie occidentale d'Albacete.

## Histoire
Les enclaves préromaines des Oretani étaient situées sur des collines fortifiées : des oppida, dans ce cas des authentiques cités-états, qui étaient organisées en confédération et qui dans les moments de crise nommaient un roi supérieur. La région est mentionnée dans des sources classiques (Strabon, Polybe et Ptolémée) à travers la forte résistance des Oretani contre les Carthaginois Hamilcar Barca et Hasdrubal le Beau, et le mariage d'Hannibal Barca avec la princesse Himilce, ce qui entraîne le passage de l'Oretania dans les possessions carthaginoises.
Orissia était la cité principale, qui donna son nom au peuple des Oretani ou Orissi, jusqu'à ce qu'elle soit détruite par les Romains en 90 av. J.-C.). Après, la principale cité de la région fut Castulo (aujourd'hui Linares). Il y avait aussi d'autres cités de moindre importante comme Tugia (aujourd'hui Toya, hameau de Peal de Becerro), Ipolca (aujourd'hui Porcuna), Illiturgis (aujourd'hui Andújar), Salaria (aujourd'hui Úbeda), Orongi (aujourd'hui Jaén)…
Dans la région septentrionale, à savoir l'Oretania Germana, il y avait comme principaux centres urbains Oretum ou Oretum Germanorum (aujourd'hui Granátula de Calatrava), Cerro de las Cabezas (aujourd'hui Valdepeñas), Gemella Germanorum (aujourd'hui Almagro), Larcurris (aujourd'hui Alarcos) et Mentesa Oretana (aujourd'hui Villanueva de la Fuente).

## Annexe